# 詹姆斯敦 (喬治亞州)
詹姆斯敦（英語：Jamestown）是位於美國喬治亞州查塔胡其縣的一個鬼鎮。由於此地已於1914年被荒廢，本地已無人居住。

## 地理
詹姆斯敦的座標為32°16′21″N 84°50′21″W / 32.27250°N 84.83917°W，而該地的平均海拔高度為140米（即459英尺）。